# Villalba de Rioja
Villalba de Rioja – gmina w Hiszpanii, w prowincji La Rioja, w La Rioja, o powierzchni 8,96 km². W 2011 roku gmina liczyła 148 mieszkańców.